# Maledetto luna-park
Maledetto luna-park è un singolo della cantautrice italiana Loredana Bertè, pubblicato il 21 settembre 2018 come primo estratto dal sedicesimo album in studio LiBerté.

## Descrizione
Il singolo viene ufficialmente pubblicato il 21 settembre 2018, in contemporanea con l'altro singolo Babilonia, pubblicato come regalo ai fan per il sessantottesimo compleanno della stessa Bertè, avvenuto il giorno prima.

## Video musicale
Il videoclip è stato pubblicato l'8 ottobre 2018 sul canale YouTube della Warner Music Italy ed è stato girato in un Luna park di Vigevano.